# Sucre demerara
El sucre demerara o terciat és un sucre moré poc refinat de color daurat, que s'obté a partir de la segona cristal·lització de l'extracció de la canya de sucre, que posteriorment passa per una turbina o centrifugadora on se li extreu l'aigua que conté i algunes de les seves impureses (part de la melassa).
Com és el resultat de la segona o bé tercera cristal·lització, el sucre demerara perd part o gairebé tota la melassa que té i es per això que no té un gust especial com el sucre mascavat o la panela. Com s'ha rentat amb aigua, el seu color és molt més clar, normalment daurat. Tot i que perd moltes propietats dels sucres morens, no arriba a ser com el sucre blanc de refineria.

## Producció del sucre[3]
1. Es recol·lecta la canya de sucre i es premsa per extreure el suc.
2. El suc de la canya de sucre el filtra i es neteja.
3. Es posa a bullir el suc per tal d'evaporar l'aigua i fer que quedi una massa tova i espessa.
4. Aquesta massa es posa a la centrifugadora o turbina, aquí es produeix la cristal·lització
5. Per tal d'obtenir el sucre demerara, s'haurà de fer una o dues centrifugacions més, ja que aquest sucre és el resultat de la segona cristal·lització

## Variació de noms
El sucre demerara o sucre terciado, nom més general, també rep altres noms en funció d'on de la zona o pais. Per exemple:
Als Estats Units, trobem que fan referència a aquest sucre amb el terme Sucre Turbinat.
A França es coneix amb el terme cassonade.